# Framsøkin Ung
Framsøkin Ung (Færørsk: Progressiv Ungdom, forkortet FU) er politisk ungdomsorganisation for det liberale politiske parti Framsókn på Færøerne. Som moderpartiet er Framsøkin Ungdómur separatistisk over for Danmark, progressivt, markedsliberalt og reformorienteret. Ungdomsorganisationen er  politisk og økonomisk uafhængigt.
Fem måneder efter moderpartiet blev Framsøkin Ungdómur stiftet ved et møde på Gamla Apotekið i Tórshavn den 12. august 2011, og Harriet Olafsdóttir Davidsen, Jógvan Elias O. Davidsen og Hans A. Norðfoss blev valgt som henholdsvis formand, kasserer og sekretær.

## Valg og Kandidater

### Kommunevalget 2012
Ved kommunevalget 2012 stillede ungdomsorganisationen tre kandidater til valget: Ólavur í Búrstovu, Harriet Olafsdóttir Av Gørðum og Ríkin Napoleon Djurhuus. Ingen af dem blev dog valgt.

### Lagtingsvalget 2015
På lagtingsvalget 1. september 2015 stillede Framsókn ungdomsorganisationens formand, Bjarni Kárason Petersen, op til lagtingvalg. upp á lista floksins, Bjarni Kárason Petersen fik 135 personlige stemmer og blev efter koalitionsforhandlingerne lagtingssuppleant for Framsókn i valgperioden 2015-2019. Framsøkin Ung har derfor regelmæssigt repræsentation i lagtinget og er den eneste ungdomspolitiske organisation på Færøerne, der har det.

### Kommunuvalget 2016
Framsøkin Ung har en kandidat til kommunevalget 2016. Aleksandur Leitistein Olsen stiller op Thorshavns byråd, og valget afholdtes den 8. November 2016

## Nordisk Samarbejde
Framsøkin Ung repræsenteres hvert år på Ungdomens Nordiska Råds session, hvor de repræsenteres af paraplyorganisationen Nordens Liberale Ungdom. I denne sammenhæng har de været med til at skrive og vedtage følgende resolutioner, der vedrører færørsk politik:
- Anerkendelse af Færøernes ret til grindefangst
- Selvstændig medlemskab i det nordiske samarbejde (indlemmelse í Helsingfors-traktaten)
- Anerkendelse det færøske folks ret til egen forfatning

## Formænd siden år 2011
| År   | Formand                       |
| ---- | ----------------------------- |
| 2011 | Harriet Olafsdóttir Av Gørðum |
| 2012 | Petur Kristinn Vang           |
| 2013 | Ólavur í Búrstovu             |
| 2014 | Bjarni Kárason Petersen       |
| 2015 | Jógvan í Dímun Højgaard       |

## Bestyrelser siden 2011
| Position | Formand                       | Næstformand              | Kasserer          | Sekretær                | Bestyrelsesmedlem | 1. Suppleant | 2. Suppleant |
| 2011     | Harriet Olafsdóttir Av Gørðum | Jógvan Elias O. Davidsen | Hans A. Norðfoss  |                         |                   |              |              |
| 2012     | Ólavur í Búrstovu             | Petur Kristinn Vang      | N/A               |                         |                   |              |              |
| 2013     | Petur Kristinn Vang           | Bjarni Kárason Petersen  | Ólavur í Búrstovu |                         |                   |              |              |
| 2014     | Bjarni Kárason Petersen       | Ólavur í Búrstovu        | Høgni Lamhauge    | Jógvan í Dímun Højgaard | Sverri Skaalum    |              |              |